# نخودپلو
نخودپلو یک غذای ایرانی است. 

## نحوه پخت
برای تهیه آن از برنج، نخود سبز، گوشت، رب گوجه فرنگی، ادویه، روغن و پیاز سرخ کرده‌استفاده می‌شود. پلو را جدا از نخودها می پزند و سپس نخود پخته شده را به پلو اضافه می‌کنند.

## منبع
رزا منتظمی، هنر آشپزی، جلد اول، ناشر: کتاب ایران، ۱۳۷۶